# Crémines
Crémines (Duits: Kraymingen) is een gemeente en plaats in het Zwitserse kanton Bern, en maakt deel uit van het district Jura bernois.
Crémines telt 539 inwoners.